# Roman Stanislawowitsch Adamow
Roman Stanislawowitsch Adamow (russisch Роман Станиславович Адамов; * 21. Juni 1982 in Belaja Kalitwa, Oblast Rostow, Russische SFSR) ist ein ehemaliger russischer Fußballspieler.

## Karriere

### Verein
Adamow begann seine Laufbahn 1999 bei dem damaligen Viertligisten Olympia Wolgograd, aus dessen Jugend er auch stammt. Nach dem Aufstieg 2000 in die Dritte russische Liga wurde er aber an Schachtar Donezk ausgeliehen, wo er für die Reservemannschaft in der 2. ukrainischen Liga zum Einsatz kam. Mitte 2001 kam er zum FK Rostow und gab nun sein Premjer-Liga-Debüt. Größter Erfolg mit Rostow war 2003 der Einzug ins Pokalfinale, das allerdings verloren ging.
In der Folgesaison 2004 spielte er bei Pokalsieger Terek Grosny, war aber im UEFA-Cup lediglich einsatzloser Ersatzspieler. Mit dem Abstieg Tereks Ende 2005 ging er zum FK Moskau. Dort reifte er zu einem Führungsspieler und wurde 2007 Torschützenkönig der Premjer-Liga mit 14 Treffern. Nach dem Wechsel zum Ligarivalen Rubin Kasan gewann er in den folgenden Jahren zweimal die nationale Meisterschaft.
Es folgten weitere Stationen bei Krylja Sowetow Samara, erneut der FK Rostow und 2012 der Wechsel zum Erstligisten Viktoria Pilsen nach Tschechien. Nach einer Spielzeit und dem erneuten Gewinn der Meisterschaft kehrte er nach Russland zurück und spielte bis zum Karriereende im Dezember 2014 für den Zweitligisten FK Sibir Nowosibirsk.

### Nationalmannschaft
Von 1998 bis 2003 absolvierte der Spieler vier Partien für diverse russische Jugendauswahlen und erzielte dabei einen Treffer. Am 26. März 2008 debütierte Adamow dann während eines Testspiels gegen Rumänien für die A-Nationalmannschaft. Bei der folgenden Europameisterschaft kam er im Gruppenspiel gegen Spanien (1:4) zu einem 20-minütigem Einsatz.

## Erfolge
- Russischer Meister: 2008, 2009
- Tschechischer Meister: 2013

## Auszeichnungen
- Torschützenkönig der russischen Premjer-Liga: 2007 (14 Treffer)